# Felsenburg Valečov
Felsenburg Valečov wird die Ruine einer Felsenburg unweit des Dorfes Boseň bei Mnichovo Hradiště im Český ráj (Böhmisches Paradies) genannt. Frühere Bezeichnungen waren u. a. Waletssow (alt-tschechisch) oder Walletschow (deutsch).

## Geografische Lage
Die Ruine liegt am Südwestrand des Böhmischen Paradieses unweit der Schnellstraße R10 Praha-Liberec. Sie kann nur zu Fuß erreicht werden. Ein Parkplatz befindet sich nur wenige hundert Meter unterhalb der Burg.

## Geschichte
Die erste schriftliche Erwähnung der Burg stammt aus den Jahren 1316 bis 1318. Der Bau bestand zunächst hauptsächlich aus Holz, später wurden viele Räumlichkeiten direkt in die Sandsteinfelsen hineingebaut. In der Mitte des 15. Jahrhunderts baute Vaněk von Valečov, ein Amtmann des Königs Georg von Podiebrad, Valečov zu einer stark befestigten Wehranlage aus, die den Einfall des Lausitzer Heeres 1468 unbeschadet überstand.
Nach mehrfachem Besitzerwechsel wurde die Herrschaft 1623 konfisziert und ging in den Besitz Wallensteins über, der sie aber bereits 1625 an den Landeshauptmann von Friedland verkaufte. 1652 wurde Valečov wieder vom Geschlecht Waldstein aufgekauft, die Burg war nach dem Dreißigjährigen Krieg jedoch bereits im Verfall begriffen und diente als Armensiedlung und Quelle von Baumaterial für die umgebenden Dörfer.
Die letzten Bewohner mussten die Felsenwohnungen 1892 verlassen.
Die Burgruine gehört seit 1994 der Gemeinde Boseň und kann gegen ein Entgelt besichtigt werden.